# Communauté de communes de Bugeat-Sornac-Millevaches au Cœur
Die Communauté de communes de Bugeat-Sornac-Millevaches au Cœur ist ein ehemaliger französischer Gemeindeverband mit der Rechtsform einer Communauté de communes im Département Corrèze in der Region Nouvelle-Aquitaine. Sie wurde am 21. Dezember 2001 gegründet und umfasste 18 Gemeinden. Der Verwaltungssitz befand sich im Ort Saint-Merd-les-Oussines.

## Historische Entwicklung
Mit Wirkung vom 1. Januar 2017 wurde der Gemeindeverband aufgelöst und seine Mitgliedsgemeinden auf die Haute-Corrèze Communauté und die Communauté de communes Vézère-Monédières-Millesources aufgeteilt.

## Ehemalige Mitgliedsgemeinden
1. Bellechassagne
2. Bonnefond
3. Bugeat
4. Chavanac
5. Gourdon-Murat
6. Grandsaigne
7. Lestards
8. Millevaches
9. Pérols-sur-Vézère
10. Peyrelevade
11. Pradines
12. Saint-Germain-Lavolps
13. Saint-Merd-les-Oussines
14. Saint-Setiers
15. Sornac
16. Tarnac
17. Toy-Viam
18. Viam